# 미츠키요
미츠키요(일본어: ミツキヨ 영어: Mitsukiyo, 1995년 2월 3일)는 대한민국의 음악 프로듀서이다.

## 활동
2023년 8월 4일부터 23일에 걸쳐 도쿄도 시부야구의 「pixiv WAEN GALLERY」에서 개최된, 일러스트레이터 란구의 개인전 「너와 나의 세계(스토리)」의 회장 음악을 담당했다.
2023년 11월 1일 네코 해커와 공작하여 곡을 제작.
넥슨게임즈 개발의 게임 『블루 아카이브』의 뮤직 디렉터를 맡고 있다.

## Unwelcome School
KARUT, Nor과 함께 『블루 아카이브』의 곡을 제작하고 있으며, 이 작품의 사운드 트랙「Blue Archive Original Soundtrack Vol.4 ~Aiming for the ideal freedom~」은 오리콘 주간 디지털 앨범 랭킹 1위 획득. 또, 이 앨범에 수록되고 있는, 미츠키요에 의한 악곡 「Unwelcome School」은, 2023년 7월 26일자로 Spotify의 「Daily Viral Songs(Japan)」에서 1위가 되었다. 「Unwelcome School」은 게임의 틀을 넘어 바이럴이 되고 있어 YouTube에서는 록 어레인지, 스윙 음악 어레인지, 바이올린 어레인지를 포함한 커버나 리믹스가 투고되고 있다.

## 작품
- Taletrail
- Target for love (이진아와의 공작)
- 별자리 인칸테이션 (일본어: 星屑インカンテーション) - 보라색(일본어: 紫暮せな)
- 호비 토키 메키 모드 (일본어: ごほうびトキメキモード) - 나토리 사나(일본어:名取さな)

### 작곡·편곡
- 카가야키 여름 데이즈 (일본어: かがやきサマーデイズ) - 호시노 (CV:하나모리 유미리), 시로코 (CV:오구라 유이), 노노미 (CV:미우라 치유키), 셀리카 (CV:오오하시 아야카), 아야네 (CV:하라다 사야카)
- 우리의 퀘스트 (일본어: わたしたちのクエスト) - 모모이 (CV:토쿠이 소라), 미도리 (CV:타카다 유우키), 유즈 (CV:데라사와 백화), 앨리스 (CV:타나카 미나미)
- 친절의 기억 (일본어: 優しさの記憶) -  카노
- 원더 퍼니 하모니 (일본어: ワンダー・ファニー・ハーモニー) - 사쿠라코 (CV:카쿠마 아이)), 히나타 (CV:히다카 리나), 마리 (CV:오자와 아리), 위 (CV:고토 사오리), 시미코 (CV:토미타 미유), 히후미 (CV:혼도 카에데), 아즈사 (CV:타네다 리사), 하나코 (CV:토요타 모에), 코할 (CV:아카오 히카루), 미카 (CV:토야마 나오), 츠루기 (CV:코바야시 유우), 이치카 (CV:와시미 토모미 제나)
- 에브리디 함께♪ (일본어: エブリディいっしょ♪) - 아로나 (CV:코하라 코노미)